# Taurotragus arkelli
Taurotragus arkelli — вимерлий вид канн зі східної Африки, який мешкав у плейстоцені. T. arkelli був приблизно 5,5 метрів у довжину та 2,3 метра у висоту, що робило його більшим, ніж сучасний Taurotragus derbianus.

## Опис
Taurotragus arkelli вперше описано L.S.B. Лікі в 1965 році з ущелини Олдувай (Слой IV) в Танзанії. Матеріал, віднесений до виду, складається з черепа та серцевин рогів.
T. arkelli вважається предком сучасної канни звичайної (Taurotragus oryx). У порівнянні з сучасною канною, T. arkelli демонструє те, що вважається примітивним для роду, наприклад, довшу мозкову оболонку та трохи більш вертикальні серцевини рогів.